# Reportages (émission de télévision)
Pour la forme journalistique, voir Reportage.
Reportages est un magazine de reportage et d'informations diffusé sur TF1 et créé par Henri Chambon et diffusé depuis le 19 septembre 1987. Il est lancé le même jour que son concurrent direct Reporters de Patrick de Carolis diffusé à 12h30 sur La Cinq.

## Diffusion
Reportages est diffusé le samedi, mais également le dimanche (depuis le 4 mai 2014) après le Journal de 13 h, et tard dans la nuit en semaine[réf. nécessaire].
L'identité visuelle (logo) de Reportages a été changée depuis la réapparition de Grands Reportages le 4 janvier 2015. Cette dernière est diffusée désormais chaque dimanche après le journal de 13h.
Il y a eu plusieurs dirigeants : Henri Chambon, Claude Carré, Christelle Chiroux et Pascal Pinning

## Identité visuelle

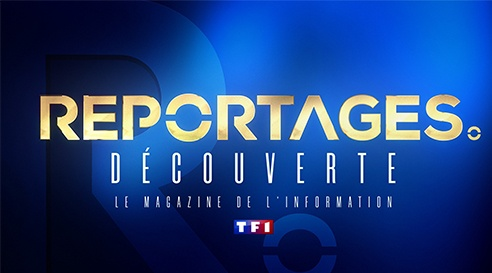
Logo actuel de l'émission "Reportages Découvertes" (logo différent de celui de Grands Reportages)

Ancien logo du 4 janvier 2015 au 25 août 2019.

## Présentateurs et dirigeants
L'émission Reportages a pendant longtemps été dirigée et présentée en voix off par Henri Chambon.
|                         | 1987          | 1988          | 1989          | 1990          | 1991          | 1992          | 1993          | 1994          | 1995          | 1996          | 1997          | 1998          | 1998          | 1999          | 2000          | 2001          | 2002          | 2003          | 2004          | 2004         | 2005         | 2006         | 2007         | 2008         | 2008               | 2009               | 2010               | 2010               | 2011           | 2012           | 2012                | 2013                | 2014                | 2015                | 2015                | 2016                | 2017                | 2018                | 2019                |
| Dirigent                | Henri Chambon | Henri Chambon | Henri Chambon | Henri Chambon | Henri Chambon | Henri Chambon | Henri Chambon | Henri Chambon | Henri Chambon | Henri Chambon | Henri Chambon | Henri Chambon | Claude Carré  | Claude Carré  | Claude Carré  | Claude Carré  | Claude Carré  | Claude Carré  | Claude Carré  | Claude Carré | Claude Carré | Claude Carré | Claude Carré | Claude Carré | Christelle Chiroux | Christelle Chiroux | Christelle Chiroux | Pascal Pinning     | Pascal Pinning | Pascal Pinning | Pascal Pinning      | Pascal Pinning      | Pascal Pinning      | Pascal Pinning      | Pascal Pinning      | Pascal Pinning      | Pascal Pinning      | Pascal Pinning      | Pascal Pinning      |
| Voix-off                | Henri Chambon | Henri Chambon | Henri Chambon | Henri Chambon | Henri Chambon | Henri Chambon | Henri Chambon | Henri Chambon | Henri Chambon | Henri Chambon | Henri Chambon | Henri Chambon | Henri Chambon | Henri Chambon | Henri Chambon | Henri Chambon | Henri Chambon | Henri Chambon | Henri Chambon | Claude Carré | Claude Carré | Claude Carré | Claude Carré | Claude Carré | Christelle Chiroux | Christelle Chiroux | Christelle Chiroux | sans               | sans           | sans           | sans                | sans                | sans                | sans                | sans                | sans                |                     |                     |                     |
| Présentateur            | sans          | sans          | sans          | sans          | sans          | sans          | sans          | sans          | sans          | sans          | sans          | sans          | sans          | sans          | sans          | sans          | sans          | sans          | sans          | sans         | sans         | sans         | sans         | sans         | sans               | sans               | sans               | Claire Chazal      | Claire Chazal  | Claire Chazal  | Claire Chazal       | Claire Chazal       | Claire Chazal       | Claire Chazal       | Anne-Claire Coudray | Anne-Claire Coudray | Anne-Claire Coudray | Anne-Claire Coudray | Anne-Claire Coudray |
| Présentateur remplaçant | sans          | sans          | sans          | sans          | sans          | sans          | sans          | sans          | sans          | sans          | sans          | sans          | sans          | sans          | sans          | sans          | sans          | sans          | sans          | sans         | sans         | sans         | sans         | sans         | sans               | sans               | sans               | Julien Arnaud      | Julien Arnaud  | Julien Arnaud  | Anne-Claire Coudray | Anne-Claire Coudray | Anne-Claire Coudray | Anne-Claire Coudray | Anne-Claire Coudray | Anne-Claire Coudray |                     |                     |                     |
| Présentateur remplaçant | sans          | sans          | sans          | sans          | sans          | sans          | sans          | sans          | sans          | sans          | sans          | sans          | sans          | sans          | sans          | sans          | sans          | sans          | sans          | sans         | sans         | sans         | sans         | sans         | sans               | sans               | sans               | Audrey Crespo-Mara |                |                |                     |                     |                     |                     |                     |                     |                     |                     |                     |

## Génériques
| Années d'utilisations         | Saison(s) | Description du générique | Générique |
| ----------------------------- | --------- | --- | --------- |
| Septembre 1987 - Janvier 1990 | 1 - 3     | Sur fond bleu clair et blanc, on voit le nom de l'émission apparaitre par lettres, deux par deux. Vient ensuite le nom des dirigeants de manière dactylographiée.                                                          |           |
| Février 1990 - Décembre 1997  | 3 - 11    | Sur un mélange d'images d'actualités et d'un fond entre bleu et gris, on voit le logo de l'émission se retourner avant d'apparaitre complètement. À la fin apparaissent le nom des dirigeants.                             |           |
| Janvier 1998 - Mai 2003       | 11 - 17   | Chacune des lettres du nom de l'émission apparaissent en gros plan, le tout sur des images de personnes anonymes. Le fond est représenté par des images d'actualité. Le logo apparait à la fin avec le nom des dirigeants. |           |
| Mai 2003 - Avril 2009         | 17 - 22   | Sur un fond noir, on y voit le logo apparaitre en fondu. Viennent ensuite des images d'actualité encadrées toujours sur le fond noir. À la fin, le logo apparait avec le nom du dirigeant. Le fond sonore est remixé.      |           |
| Avril 2009 - Septembre 2010   | 22 - 23   | On y voit des lettres de verre défiler sur un fond bleu et blanc. |           |
| Octobre 2010 - Décembre 2014  | 24 - 28   | On y voit des images de reportages empilées les unes sur les autres dans des écrans. |           |
| Janvier 2015 - Août 2019      | 28 - 32   | Les images d'actualités apparaissent de façon sphérique et défilent afin de former le logo du magazine. Le fond sonore est le même de 2004 à 2019                                                                          |           |